# Sebastià-Daniel Arbonés Subirats
Sebastià-Daniel Arbonés Subirats   (Tortosa, 25 de novembre de 1947), conegut simplement com a Sebastià d'Arbó, és un psicòleg, periodista, escriptor, guionista, director de ràdio i televisió, director cinematogràfic, editor i productor català. Però pel que més se'l coneix és per la tasca de divulgació en premsa escrita com en ràdio i televisió, de temes esotèrics o de fenòmens paranormals. Històricament és conegut per ser el presentador del programa Misteris a RAC 1 i a 8 TV (actualment 8tv.cat). Actualment s'encarrega del programa Misteris, o no?, de CatRàdio (amb el nou 3Cat).
Des de petit s'interessa per l'esoterisme i llig tots els llibres que pot, ja que en aquella època eren prohibits. La seva família es va traslladar a Ginebra (Suïssa) i a mitjans dels anys 60 s'instal·la definitivament a Barcelona.
El 1966 ingressa per oposició a Televisió Espanyola per rodar documents filmats en 16 mm en una època en què no es feia servir el videotape, que és posterior, i col·labora en programes com Misterios al descubierto i Visado para el futuro, que s'emetien des dels Estudis Miramar a Barcelona per a tot l'Estat espanyol.
A Àfrica va rodar la sèrie Fauna (1970), sobre la vida dels animals, i va obtenir amb ella l'Antena de Oro de TVE.
El 1975 guanya el Premi Ondas al millor programa de ràdio per La otra dimensión, a la cadena SER.
Després d'uns anys en què intensifica la seva tasca cinematogràfica, a final de la dècada de 1970 torna al mitjà televisiu i a les ones amb programes com Catalunya misteriosa pel canal català de TVE, i España mágica pel canal estatal de TVE. També Pirineus màgics a Andorra Televisió. Va participar en el programa En los límites de la realidad, per a Antena 3.
Catalunya misteriosa va durar set anys en antena. Des del 2004 realitza el programa de ràdio nocturn Misteris, a la cadena radiofònica RAC 1, i funda la seva pròpia cadena de televisió, que emet a l'àrea del Barcelonès, Tele Magik.
És també l'organitzador del Magic Internacional, el Festival Internacional de les Ciències Ocultes de Barcelona.
El 2002, el Festival de Sitges li va retre homenatge per tota la seva carrera.

## Filmografia
- 1980 - Viaje al más allá: director, guionista i productor
- 1982 - El ser: director, guionista i productor
- 1982 - Sin bragas y a lo loco: productor
- 1985 - Acosada: director i guionista
- 1986 - Más allá de la muerte: director i guionista
- 1989 - Cena de asesinos: director